# Hellboy (песня Грейсона Ченса)
Hellboy (с англ. — «Чертёнок») — песня, написанная американским композитором и исполнителем Грейсоном Ченсом и выпущенная 23 апреля 2021 года в качестве второго официального сингла с его пятого сольного альбома «Trophies».
Предыдущий сингл музыканта «Holy Feeling» — лиричная баллада, на которую кроме того была записана и акустическая версия. «Hellboy» — танцевальная поп-песня. Порядок релиза синглов не случаен: так Ченс хотел показать разнообразие музыки, которое ждет слушателей на его новом альбоме «Trophies».
Говоря про настоящую запись, Ченс говорит, что это как «вы приходите домой в 3 часа ночи после четырёх шотов текилы и не знаете, где ваш телефон». Кроме того, музыкант отмечает, что композиция отражает самые искренние его чувства.

## История
Рассказывая о том, что вдохновило его на написание песни, музыкант назвал это «долгой и сложной историей» и отметил, что во время пандемии COVID-19 часто пытался сосредоточиться на написании нового материала и на его записи, в то время как мир вокруг «пылал и рушился». Песня «Hellboy» стала для него первой записью за время пандемии, когда Ченс вспомнил, как ему нравилось выходить на сцену и т. п. Он воспринимал «Hellboy» (рус. Чертёнок) как своё альтер эго, и во время работы над синглом снова стал получать удовольствие от музыки и от жизни в целом.
В декабре 2020 года Ченс записывал материал на студии в Нашвилле, штат Теннесси. В один из дней Ченс проснулся в 5 часов утра и отправился в один из магазинов секонд-хенд в городе, про который ему рассказывал приятель. Там он увидел высокие красные кожаные сапоги на высоком каблуке и немедленно купил их. На следующий день он пришёл в них в студию и работающие с ним музыканты удивлялись новому приобретению музыканта. Ченс сказал им: «Сегодня мы записываем песню о сексе. На мне эти сапоги на каблуках и это будет задавать вам настроение». Сэт Эннис (англ. Seth Ennis), ставший соавтором песни, произнёс: «Сегодня я Hellboy, я вознесу ад», остальным участникам записи это понравилось и песня, вдохновлённая красными сапогами, была написана в течение 40 минут.
В качестве героя песни Ченс создал некое альтер эго, сверхуверенную версию самого себя. По его собственным словам, «Hellboy» это та форма, в которую он превращается, выхода на сцену для выступления. В отсутствие такой возможности в момент написания и выхода сингла, песня стала способом для музыканта снова обрести такую энергию.
В одном из интервью Ченс рассказал: «Думаю, одна из лучших вещей в жизни артиста — в том, то, что мы создаём полностью зависит от нас, от нашей интерпретации. Каждый день, когда я прихожу в студию, у меня есть чистый холст, на котором я могу работать и это означает, что я могу написать что-то очень серьёзное, немного эмоциональное, о чем-то беззаботном или о переживании, которое у меня было.».
В этой песне Ченс исполняет рефрен на французском языке. Его он изучал долгое время и в один из дней в студии он предложил коллегам попробовать что-то новое в записи, а именно спеть что-то на французском. В песне «Hellboy» он поёт: «Рай не существует, если только ты там не со мной» — так музыкант решил завершить эту песню.
29 апреля 2021 года Ченс исполнил акустическую версию песни в рамках живого интервью-концерта, прошедшего по видеоконференции на канале журнала «Rolling Stone» на платформе Twitch.
Датский музыкант Фабиан Мазур (дат. Fabian Mazur) выпустил официальный ремикс на песню 21 мая 2021 года.

## Музыканты
- Грейсон Ченс — вокал, клавишные
- Mike Robinson — труба
- Anthony Lucido — бас
- Jon Castelli — Mixing Engineer
- Dale Becker — Mastering Engineer

Автором художественных работ по оформлению сингла является американский фотограф Бродерик Бауман (англ. Broderick Bauman).

## Видеоклип
Видеоклип на песню был снят в Лос-Анджелесе, Калифорния. Его премьера состоялась на официальном канале певца в YouTube 28 апреля 2021 года. В этот же самый день 11 лет назад, 28 апреля 2010 года Грейсон Ченс сыграл песню Леди Гаги «Paparazzi» на школьном фестивале школьников, которая сделала его знаменитым.
Видеоклип выполнен в виде мини-фильма. Вместе с Ченсом в клипе снялся Gilly Moya, а режиссёром клипа является The Lee Family (семья Ли) — Silas «Bludshot» Lee и Grace Lee.

## Отзывы критиков
- Журнал «Vents Magazine» предлагает слушателям «наслаждаться заразительными танцами» под эту песню[1].
- Портал «American Songwriter» публикует большую статью в день выхода сингла, в которой называет его «резвой вознёй в течение одной дьявольской ночи, спровоцированной теми самыми красными ботинками на каблуках [см. раздел „История“] и тем, что музыкант давно не выступал со сцены»[10].
- Журнал «Billboard» называет сингл в своей рецензии «дерзким» и отмечает «трансформирующееся, вдохновлённое фанком звучание, идеально сочетающееся с внеземным фальцетом Ченса»[11].
- Журнал «Paper Mag» отмечает, что «наполненный до краёв сексуальной лирикой, знойным вокалом и соблазнительным битом Ченс использует трек для возвышения ада и полного формирования образа „Hellboy“»[4].
- Обозреватель журнала «Instinct» Джеральд Биггерстафф пишет, что хотя сингл вышел в апреле и лето еще не наступило, песня имеет все шансы стать «песней лета [2021 года]»[5].
- Газета «Oklahoman» в еженедельном обзоре музыкальных новинок сообщает о выходе сингла и называет его «сексуальным»[12].
- Портал «The Musical Hype» оценивает сингл на 4 из 5 и отмечает, что «Ченс продолжает становиться всё лучше и лучше как исполнитель». Музыкант звучит «адски и сексуально на своём прекрасном сингле»[13].